# Wyczółki (Grodzisk Mazowiecki)
Pour les articles homonymes, voir Wyczółki.
Wyczółki (prononciation : [vɨˈt͡ʂuu̯ki]) est un village polonais de la gmina de Baranów dans le powiat de Grodzisk Mazowiecki de la voïvodie de Mazovie dans le centre-est de la Pologne.

## Histoire
De 1975 à 1998, le village appartenait administrativement à la voïvodie de Skierniewice.